# Peter Seeberg
Peter Seeberg (* 22. Juni 1925 in Skrydstrup; † 8. Januar 1999) war ein dänischer Schriftsteller.

## Leben

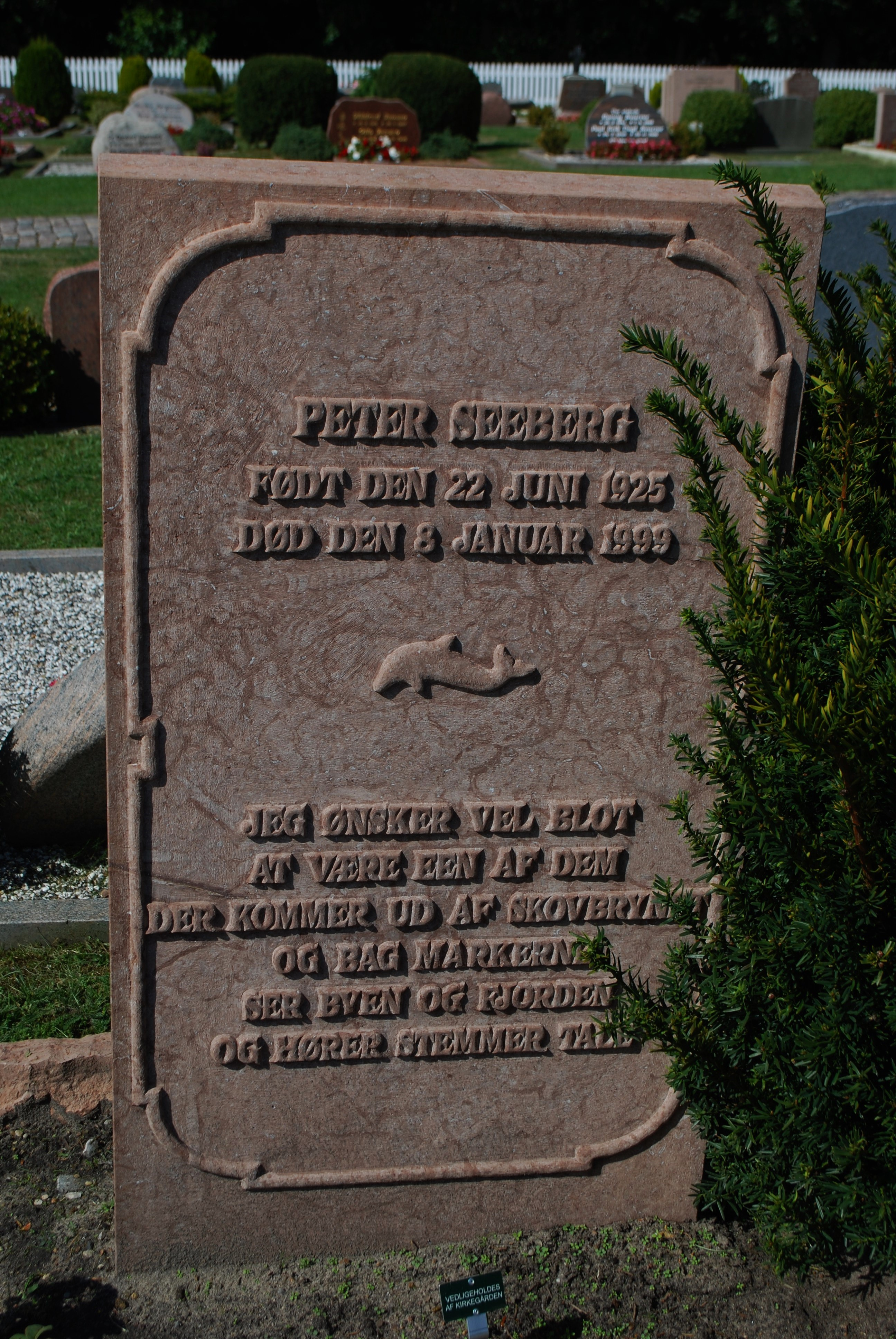
Grabstein auf der Insel Röm

Seeberg studierte in Kopenhagen und Rom Literaturwissenschaft, setzte sich aber auch intensiv mit der Archäologie auseinander. Unter anderem nahm er an Ausgrabungen in Kanada und am Persischen Golf teil. 1960 wurde er Direktor des Bistumsmuseums Viborg und blieb bis 1993 in dieser Position.
Als Schriftsteller debütierte Seeberg 1956 mit seinem Roman Bipersonerne. Sein Werk umfasst Romane, Novellen, Essays, Fernseh- und Theaterstücke sowie Filmdrehbücher. Er spielte eine wichtige Rolle in der Heretica, einer frühen Phase des dänischen Modernismus. Für seinen Roman Hyrder wurde er 1970 mit dem dänischen Kritikerpreis ausgezeichnet. 

## Auszeichnungen
Für sein Gesamtwerk erhielt er unter anderem den Großen Preis (1977) der Dänischen Akademie und 1983 den Literaturpreis des Nordischen Rates. Seine Novellensammlung Rejsen til Ribe gewann 1990 die Gunst der Leser der dänischen Wochenzeitung Weekendavisen und wurde mit Weekendavisens litteraturpris prämiert.

## Werke
- Bipersonerne (1956)
- Fugls Føde (1957)
- Eftersøgningen (1962)
- Hyrder (1970)
- Dinosaurusens sene eftermiddag (1974)
- Ved havet (1978)
- Om fjorten dage (1981)
- Uden et navn (1985)
- Roland kommer til verden (1987)
- Den sovende dreng (1989)
- Rejsen til Ribe (1990)
- Halvdelen af natten (1997)